# Liste d'avions militaires de la Seconde Guerre mondiale

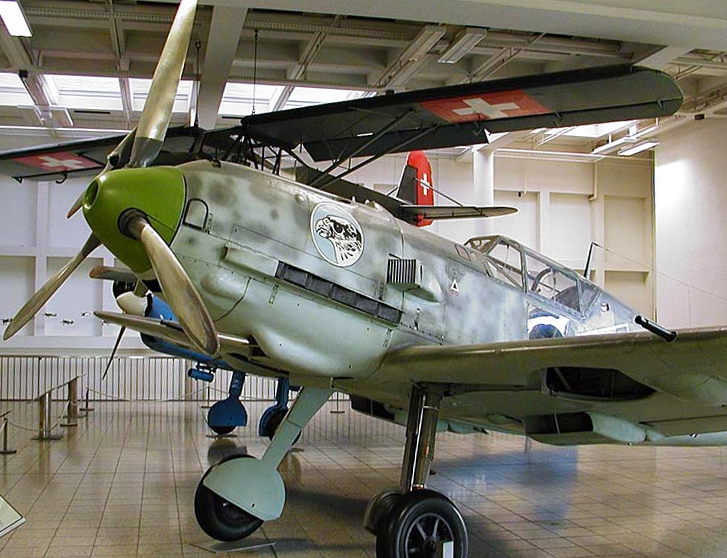
Le Messerschmitt Bf 109, le chasseur le plus répandu de la Luftwaffe

La Seconde Guerre mondiale (1939-1945) est la première guerre où les avions militaires furent utilisés de façon intensive, devenant un élément essentiel de la doctrine militaire. Certains avions, bien que conçus et utilisés pendant l'entre-deux-guerres, particulièrement au cours de la guerre d'Espagne ont été réunis ici car ils ont été rendus célèbres par leur action au cours de la Seconde Guerre mondiale. Les noms (ou surnoms) officiellement (ou éventuellement, à défaut, officieusement) attribués à certains avions, figurent à côté de leur désignation en italique.

## Avions allemands -Luftwaffe

### Chasseurs

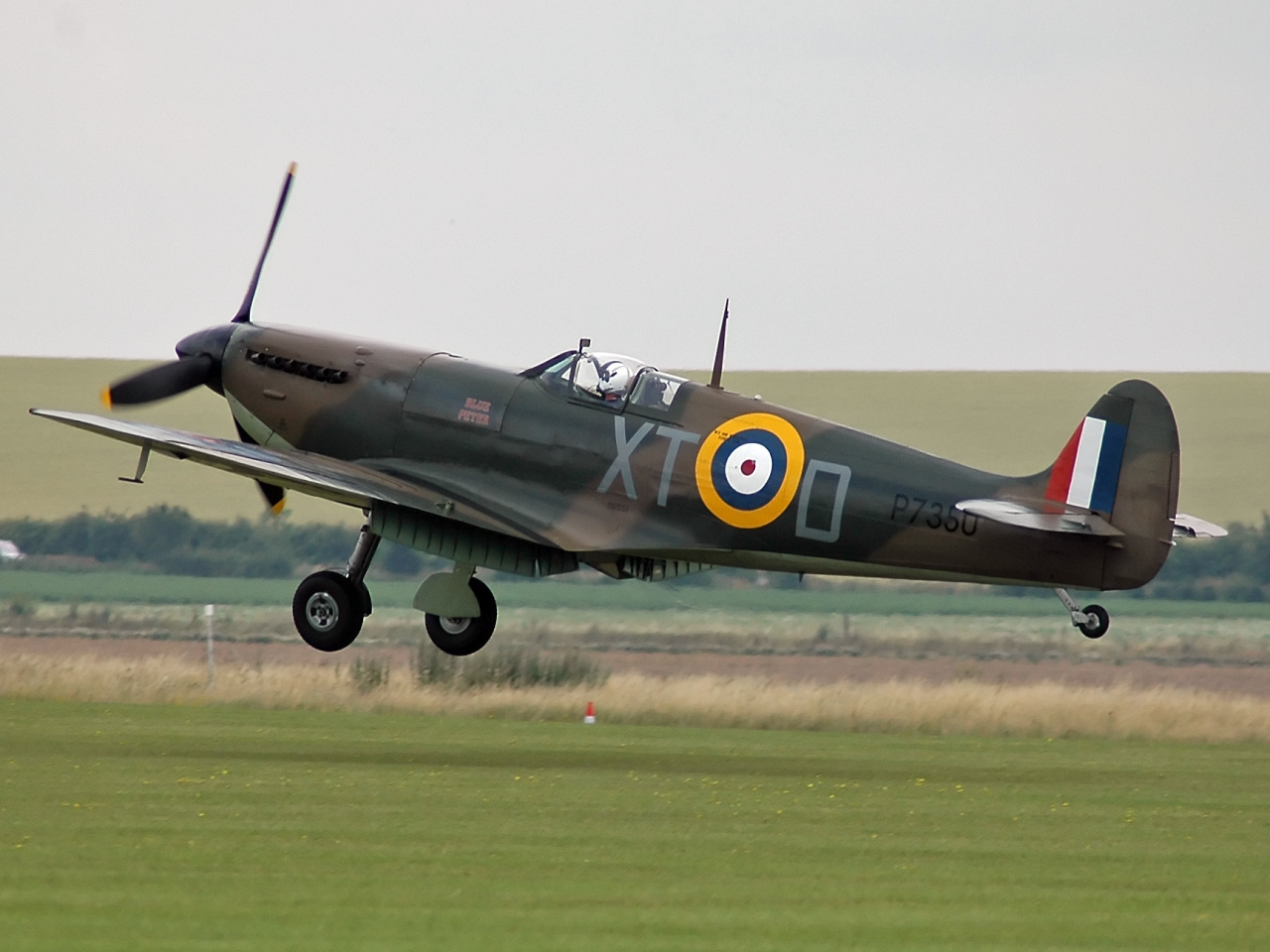
Le Supermarine Spitfire, l'un des meilleurs chasseurs de la guerre

- Arado Ar 64 chasseur biplan
- Arado Ar 65 chasseur biplan

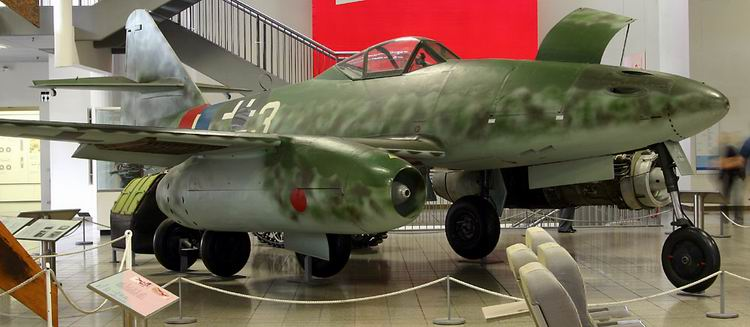
Le Messerschmitt Me 262, premier chasseur à réaction à être utilisé en combat aérien de la Seconde Guerre mondiale

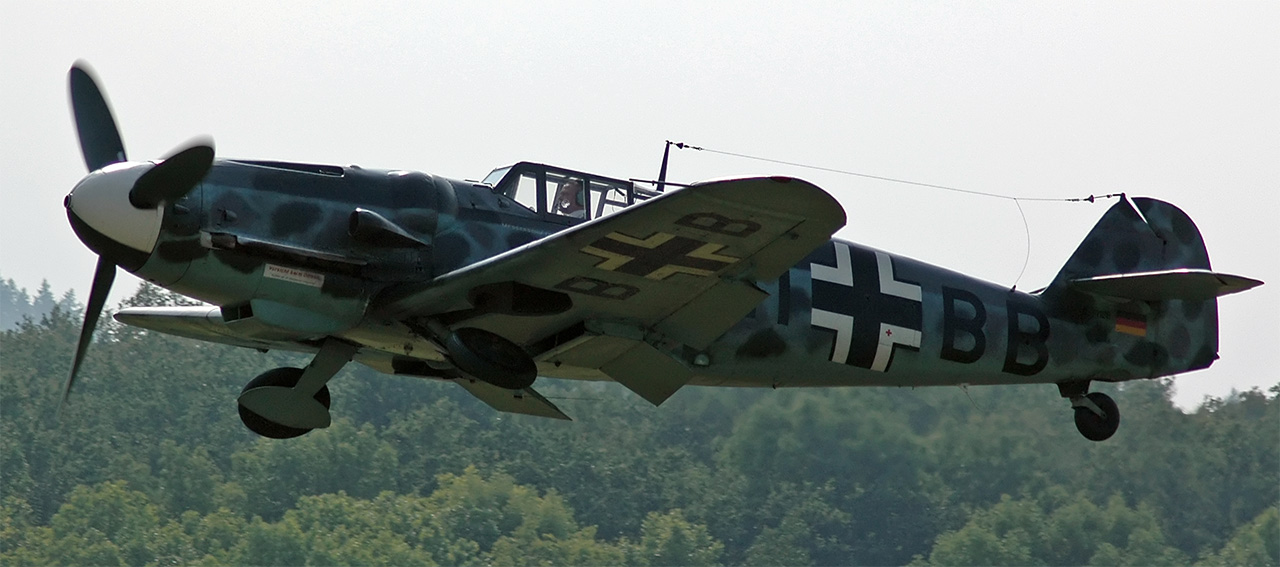
Le chasseur Messerschmitt
Bf 109 G

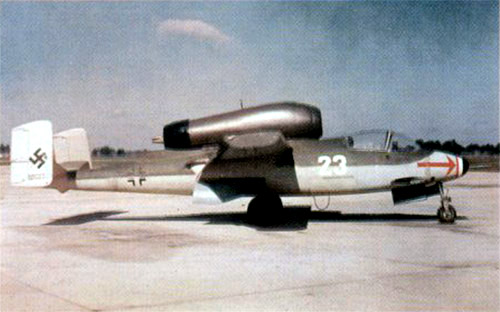
L'intercepteur Heinkel He 162

- Arado Ar 67 (prototype) chasseur biplan
- Arado Ar 68 chasseur biplan
- Arado Ar 76 chasseur monoplan
- Arado Ar 80 (prototype) chasseur
- Arado Ar 197 (prototype) chasseur biplan embarqué
- Arado Ar 240 (prototype) chasseur lourd
- Bachem Ba 349 Natter intercepteur à moteur-fusée
- Blohm & Voss Bv 155 (prototype) intercepteur de haute altitude
- Dornier Do 10 (prototype) chasseur monoplan à aile haute
- Dornier Do 335 Pfeil (prototype) chasseur lourd
- Focke-Wulf Fw 57 (prototype) chasseur lourd
- Focke-Wulf Fw 159 (prototype) chasseur
- Focke-Wulf Fw 187 Falke (prototype) chasseur lourd
- Focke-Wulf Fw 190 Würger chasseur tous-temps
- Focke-Wulf Ta 152
- Focke-Wulf Ta 154 Moskito chasseur tous-temps
- Focke-Wulf Ta 183 (prototype) chasseur à réaction
- Focke-Wulf Ta 283 (prototype) chasseur à réaction
- Heinkel He 37 chasseur biplan
- Heinkel He 38 (en) chasseur biplan
- Heinkel He 43 chasseur biplan
- Heinkel He 49 (prototype) chasseur biplan
- Heinkel He 51 chasseur biplan
- Heinkel He 74 (prototype) chasseur biplan
- Heinkel He 100/ Heinkel He 113
- Heinkel He 112
- Heinkel He 162 Salamander Volksjäger intercepteur et chasseur à réaction
- Heinkel He 219 Uhu
- Heinkel He 419 (prototype, variante du Heinkel He 219)
- Heinkel He 280 (prototype) chasseur à réaction
- Heinkel Lerche III B-2 (prototype) intercepteur
- Horten Ho IX (229) Dénommé officiellement Gotha Go 229 (prototype) chasseur aile volante à réaction
- Horten Ho X (10) (prototype) chasseur aile volante à réaction
- Junkers Ef 126 (en) (prototype) intercepteur à moteur-fusée
- Messerschmitt Bf 109 (D, E, F, G, K)
- Messerschmitt Bf 110 Zerstörer chasseur lourd
- Messerschmitt Me 163 Komet intercepteur à moteur-fusée
- Messerschmitt Me 263/ Junkers Ju 248
- Messerschmitt Me 209 avion de course
- Messerschmitt Me 209-II (prototype) chasseur complètement différent du Me 209
- Messerschmitt Me 210 chasseur lourd
- Messerschmitt Me 262 Schwalbe ou Sturmvogel chasseur à réaction
- Messerschmitt Me 309 (prototype) chasseur
- Messerschmitt Me 310 (prototype) chasseur lourd
- Messerschmitt Me 328 (prototype) chasseur parasite
- Messerschmitt Me 410 Hornisse chasseur lourd
- Messerschmitt Me 509 (projet) chasseur
- Messerschmitt Me 609 (projet) chasseur lourd
- Messerschmitt Me P. 1101 (prototype) chasseur lourd
- Arado Ar E.581-4 (prototype) chasseur à réaction Chasseurs de nuit

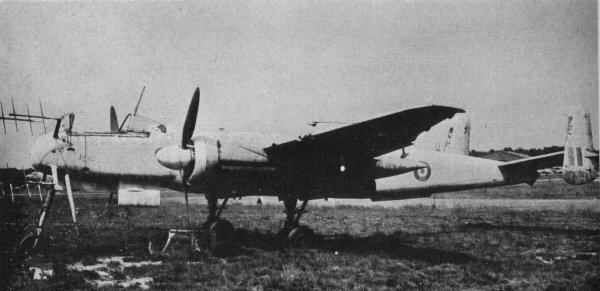
Le chasseur de nuit He 219 Uhu

- Dornier Do 17
- Dornier Do 215
- Junkers Ju 88 Dreifinger
- Junkers Ju 388 Störtebeker

### Avions d'attaque au sol
- Arado Ar 81 (prototype)

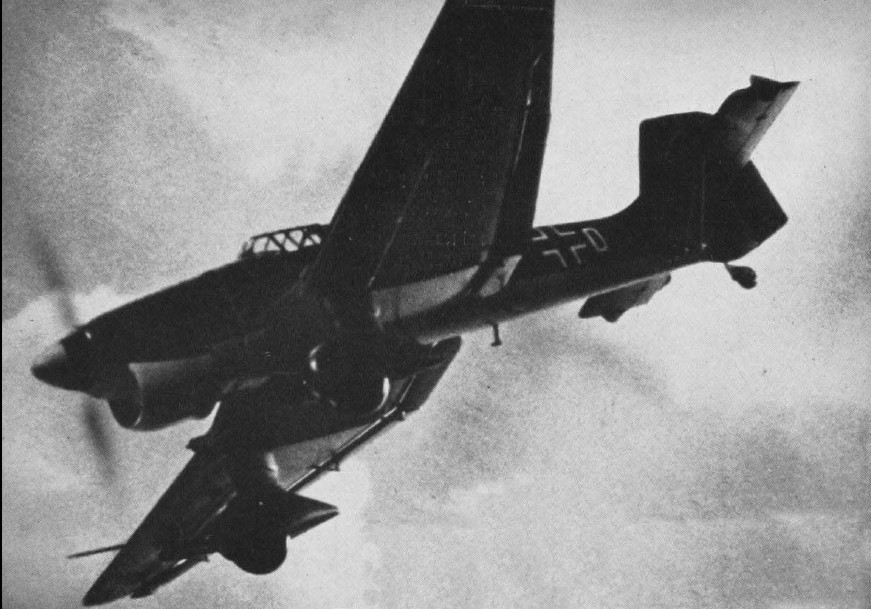
Le bombardier Ju 87 Stuka piquant sur son objectif

- Blohm & Voss Ha 137 (prototype) bombardier en piqué
- Fieseler Fi 98 (prototype) bombardier biplan en piqué
- Heinkel He 50 bombardier biplan en piqué
- Heinkel He 118 (prototype) bombardier en piqué
- Henschel Hs 123
- Henschel Hs 124 (prototype) bombardier en piqué
- Henschel Hs 129 Fliegender Buchsenöffner ou tueur de chars
- Henschel Hs 132 (prototype) bombardier en piqué à réaction
- Horten Ho IX (229) (prototype) avion à réaction d'attaque au sol
- Junkers Ju 87 Stuka bombardier en piqué
- Messerschmitt Bf 109Z Zwilling (prototype)

### Bombardiers

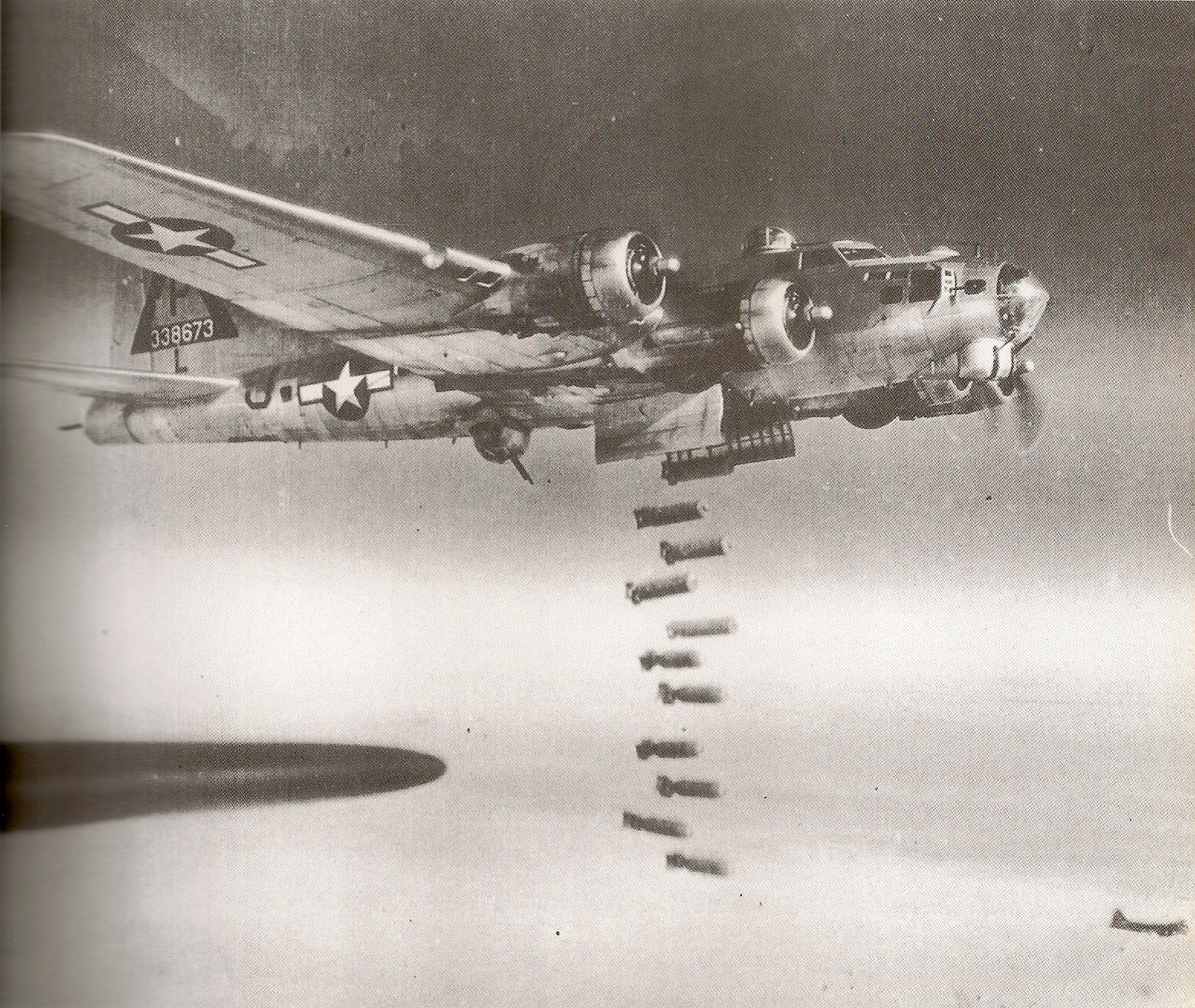
La forteresse volante Boeing B-17.

- Arado Ar 234 Blitz

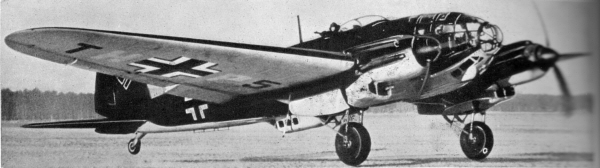
Le bombardier Heinkel He 111

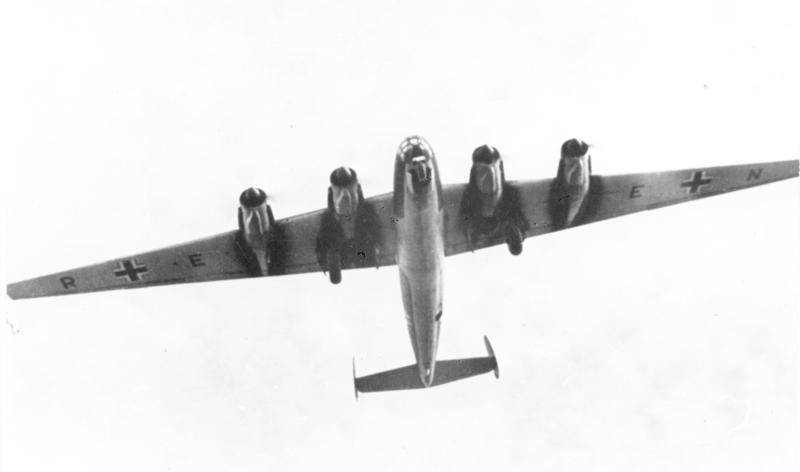
L'un des projets de bombardier lourd du Troisième Reich mais mis de côté au profit du développement des chasseurs

- Arado Ar 195 (prototype) bombardier-torpilleur biplan
- Arado Ar 197 (prototype) bombardier biplan léger
- Dornier Do 17 Fliegender Bleistift
- Dornier Do 19 Uralbomber (prototype) bombardier léger
- Dornier Do 217
- Dornier Do 317 (prototype) bombardier lourd avancé
- Fieseler Fi 167 bombardier-torpilleur
- Focke-Wulf Fw 191 (prototype) bombardier lourd avancé
- Focke-Wulf Ta 400 (prototype) bombardier lourd avancé
- Gotha Go 229
- Heinkel He 70 Blitz bombardier léger
- Heinkel He 45 bombardier léger biplan
- Heinkel He 111 Doppel-Blitz
- Heinkel He 119 (prototype) bombardier rapide
- Heinkel He 177 Greif ou Reichsfackel
- Heinkel He 274 (prototype) bombardier lourd de haute altitude
- Heinkel He 277 (prototype) bombardier lourd de haute altitude
- Henschel Hs 127 (prototype) bombardier rapide
- Henschel Hs 130 (prototype) bombardier rapide de haute altitude
- Junkers EF 61 (prototype) bombardier léger de haute altitude
- Junkers Ju 86 Jumo
- Junkers Ju 88 Dreifinger
- Junkers Ju 89 (prototype) bombardier lourd
- Junkers Ju 90 (prototype)
- Mistel 1 (Gui) Beethoven-Gerät 'Junkers Ju.88 A-4 et Messerschmitt Bf.109 F-4'
- Junkers Ju 188 Rächer
- Junkers Ju 287 (prototype) bombardier lourd à réaction
- Junkers Ju 288 Rächer (prototype) bombardier rapide
- Junkers Ju 290 (prototype) bombardier moyen
- Junkers Ju 388
- Junkers Ju 488 (prototype) bombardier lourd de haute altitude
- Messerschmitt Bf 162 Jaguar (prototype) bombardier léger
- Messerschmitt Me 264 Amerikabomber (prototype) bombardier lourd transatlantique
- Silbervogel (prototype) suborbital
- Arado Ar E.340 (prototype)

### Avions de transport

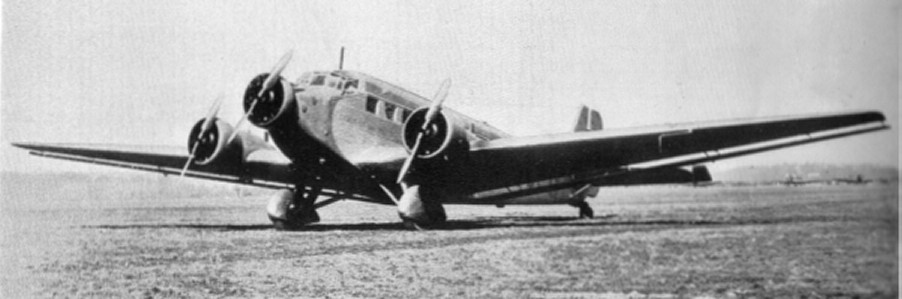
Le Junkers Ju 52 fut l'avion de transport le plus utilisé de la Seconde Guerre mondiale

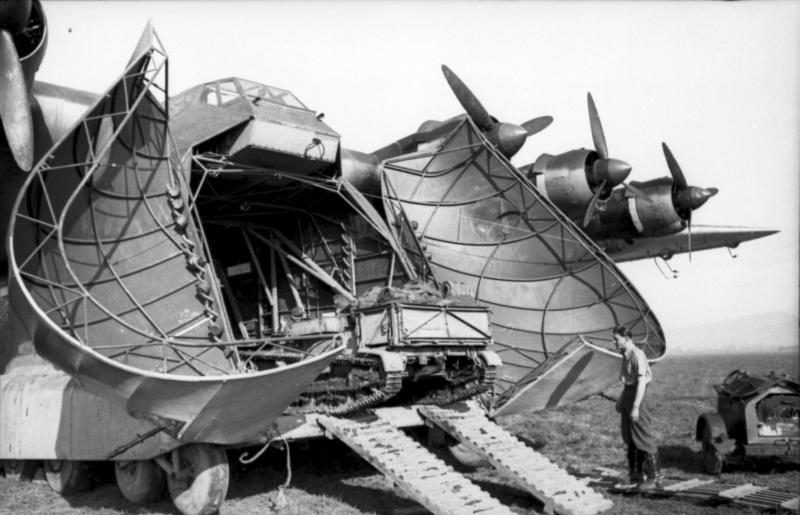
Déchargement de véhicule motorisé d'un Messerschmitt Me 323.

- Arado Ar 232 Tausendfüssler ou Tatzelwurm avion de transport de fret lourd
- Arado Ar 432 (prototype)
- Blohm & Voss BV 144 (prototype) avion de transport de fret moyen
- Fieseler Fi 253 Spatz (prototype) avion de transport de fret léger
- Gotha Go 146 avion de transport de passagers léger
- Gotha Go 244 avion de transport de passagers ou de fret léger
- Heinkel He 70 Blitz avion de transport de fret léger
- Heinkel He 116 avion de transport de fret léger
- Junkers G 38 (prototype) avion de transport de fret lourd
- Junkers Ju 52 Tante Ju avion de transport de fret et de passagers moyen
- Junkers Ju 90 (prototype) avion de transport de fret et de passager lourd
- Junkers Ju 160 avion de transport de fret et de passagers léger
- Junkers Ju 252 avion de transport de fret lourd
- Junkers Ju 290 Rächer (prototype) avion de transport de fret lourd
- Junkers Ju 352 Herkules avion de transport de fret lourd
- Junkers Ju 390 (prototype) avion transatlantique de transport de fret lourd
- Junkers W 33 avion de transport de fret et de passagers léger
- Junkers W 34 avion de transport de fret et de passagers léger
- Klemm Kl 31 avion de transport de passagers léger
- Klemm Kl 32 avion de transport de fret léger
- Klemm Kl 36 avion de transport de fret léger
- Messerschmitt Me 323 Gigant avion de transport de fret lourd
- Siebel Fh 104 Hallore avion de transport de fret et de passager léger
- Siebel Si 204 avion de transport de fret et de passager léger
- Daimler Benz Project A,B,C (prototype) Transporteur d'avion

### Avions de reconnaissance
- Arado Ar 240
- Arado Ar 198 (prototype)
- Blohm & Voss BV 141 Assymetric
- Blohm & Voss BV 142
- Fieseler Fi 156 Storch
- Fieseler Fi 167
- Fieseler Fi 253 Spatz (prototype)
- Fieseler Fi 256 (prototype)
- Focke-Wulf Fw 189 Uhu
- Focke-Wulf Fw 200 Condor
- Focke-Wulf Ta 400 (prototype)

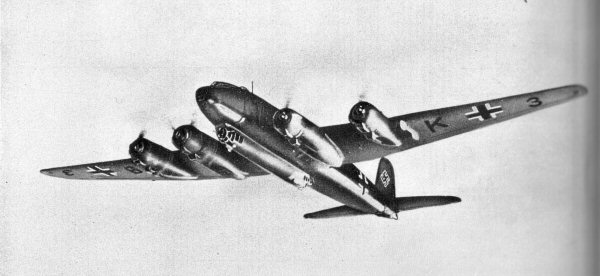
Le Fw 200 Condor servit à ravitailler bon nombre de sous-marins allemands

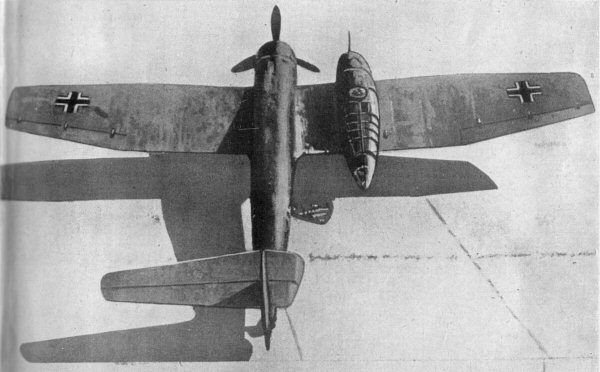
Le très particulier Blohm & Voss BV 141, qui avait une excellente visibilité à droite mais tout le contraire à gauche

- Gotha Go 146 avion de communication
- Gotha Go 147 (prototype)
- Gotha Go 241 avion de communication
- Heinkel He 46
- Heinkel He 115
- Heinkel He 116
- Heinkel He 119 (prototype) avion de reconnaissance rapide
- Henschel Hs 122
- Henschel Hs 126
- Henschel Hs 130 (prototype) avion de reconnaissance rapide
- Junkers G 38 (prototype)
- Junkers Ju 90 (prototype)
- Junkers Ju 290 Rächer (prototype)
- Junkers Ju 388 Störtebeker
- Messerschmitt Bf 161 (prototype)
- Messerschmitt Bf 163 (prototype)
- Messerschmitt Me 210
- Messerschmitt Me 261 Adolfine (prototype) avion de reconnaissance à longue portée
- Messerschmitt Me 410 Hornisse
- Siebel Si 201 (prototype)

### Planeurs

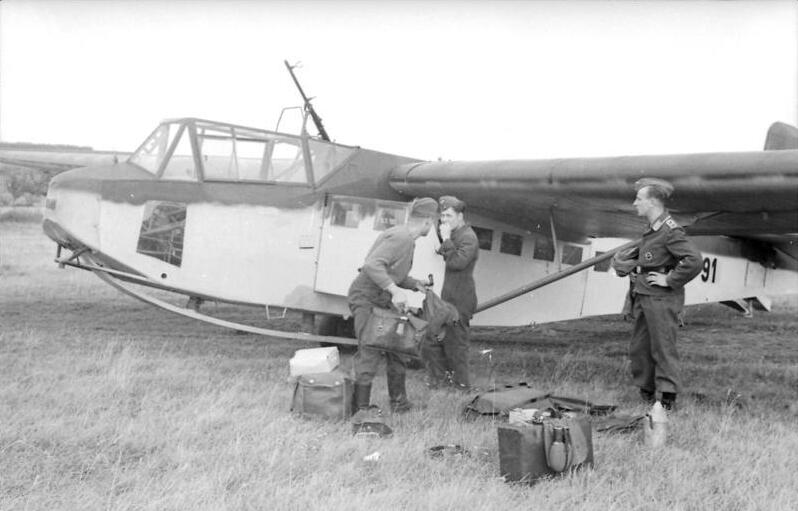
Chargement d'un DFS 230

- Blohm & Voss Bv 40 planeur intercepteur
- Blohm & Voss BV 40A (prototype) planeur intercepteur
- DFS 40 (prototype) planeur fusée léger
- DFS 228 Sägefisch (prototype) planeur fusée de reconnaissance
- DFS 230 planeur léger
- DFS 230 A-1 planeur léger
- DFS 230 A-2 planeur léger
- DFS 230 B-1 planeur léger
- DFS 230 B-2 planeur léger
- DFS 230 C-1 planeur léger
- DFS 230 D-1 planeur léger
- DFS 230 F-1 planeur léger
- DFS 331 (prototype) planeur de transport de fret léger
- Gotha Go 242 planeur moyen
- Gotha Go 345 planeur moyen
- Horten Ho I (prototype)
- Horten Ho II (prototype)
- Horten Ho III (250) (prototype)
- Horten Ho IV (251) (prototype)
- Horten Ho V (252) (prototype)
- Horten Ho VI (253) (prototype)
- Horten Ho VII (227) (prototype)
- Horten Ho VIII (prototype) planeur transatlantique
- Gotha Ka 430 planeur de transport de fret léger
- Junkers Ju 322 Mammut (prototype) planeur de transport de fret lourd
- Messerschmitt Me 321 Gigant planeur Lourd

### Hydravions
- Arado Ar 95 hydravions de reconnaissance maritime
- Arado Ar 196 hydravions de reconnaissance maritime
- Arado Ar 199 (prototype) hydravions d'entraînement
- Arado Ar 231 (prototype) hydravions de reconnaissance maritime
- Blohm & Voss BV 138 Fliegender Holzschuh hydravions de reconnaissance maritime
- Blohm & Voss Ha 139 Nordwind, Nordmeer et Nordstern hydravion de transport
- Blohm & Voss Ha 140 (prototype) hydravion de torpillage et de bombardement
- Blohm & Voss BV 222 Wiking hydravions de transport maritime
- Blohm & Voss BV 238 (prototype) hydravion de transport de fret lourd
- Dornier Do 12 Libelle
- Dornier Do 14 (prototype) hydravion de transport de fret léger
- Dornier Do 18 Wal
- Dornier Do 24
- Dornier Do 22 hydravion de reconnaissance, torpillage et de bombardement
- Dornier Do 26 hydravion de reconnaissance maritime
- Dornier Do 212 (prototype)
- Focke-Wulf Fw 62 (prototype) hydravion de reconnaissance maritime
- Heinkel He 51 W
- Heinkel He 59 hydravion de reconnaissance, torpillage, transport et d'entraînement
- Heinkel He 60 hydravion de reconnaissance maritime
- Heinkel He 63 (prototype) hydravion biplan
- Heinkel He 114 hydravion de reconnaissance maritime
- Heinkel He 115 hydravion de torpillage, bombardement et de transport
- Heinkel He 119 (prototype) hydravion de reconnaissance rapide

### Avions d'entraînement
- Arado Ar 66 avion d'entraînement

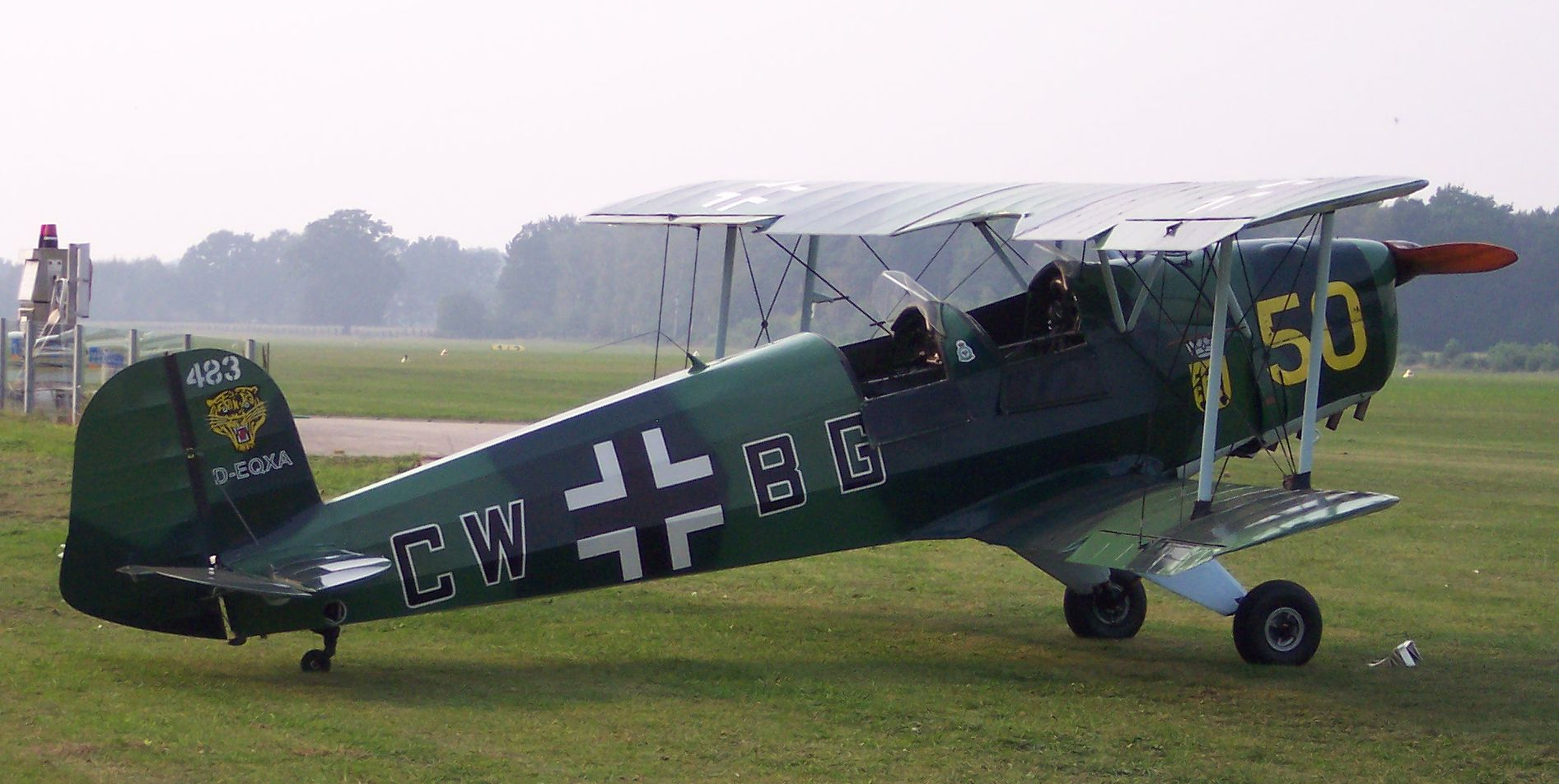
Modèle rénové d'un Bücker Bü 131 à une exposition aéronautique

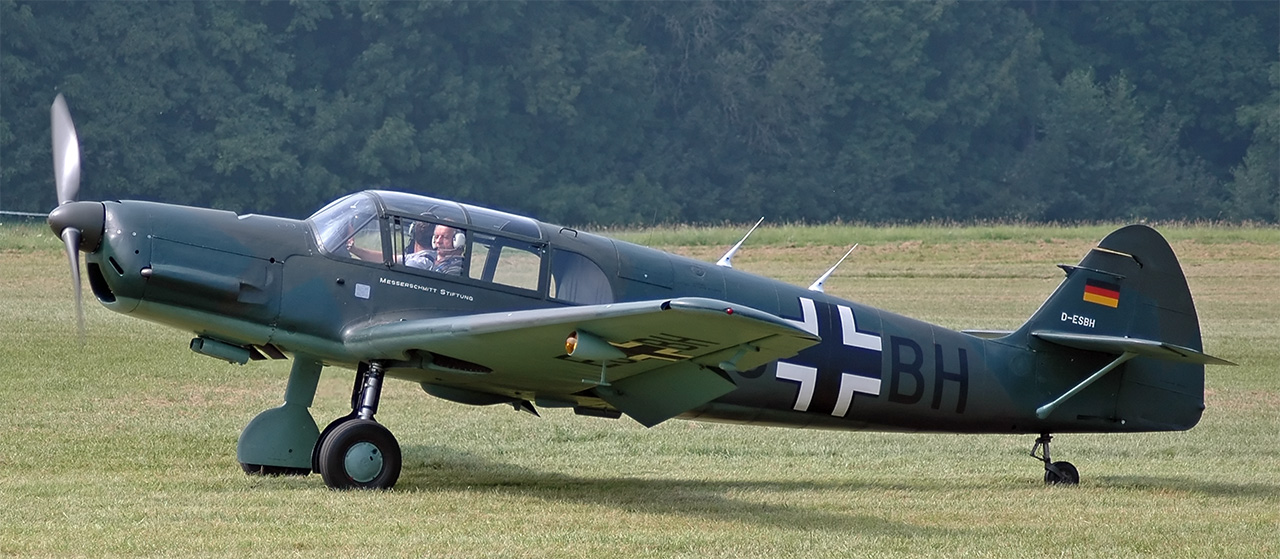
Le Messerschmitt Bf 108 Taifun, ancêtre du Me 109

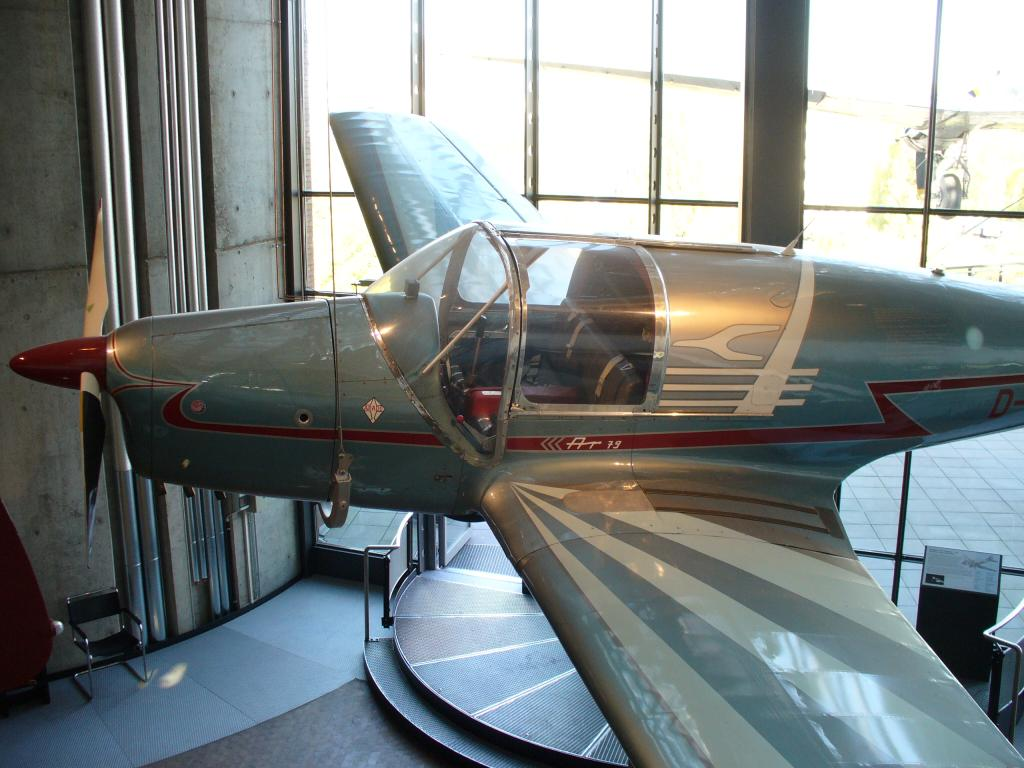
Un avion d'entraînement

- Arado Ar 69 avion biplan d'entraînement
- Arado Ar 76 avion d'entraînement avancé
- Arado Ar 77 (prototype) avion d'entraînement
- Arado Ar 79 avion d'entraînement
- Arado Ar 96 avion d'entraînement avancé
- Arado Ar 396 Schulflugzeug avion d'entraînement
- Bücker Bü 131 Jungmann avion biplan d'entraînement
- Bücker Bü 133 Jungmeister avion biplan de voltige et d'entraînement avancé
- Bücker Bü 134 (prototype) avion d'entraînement
- Bücker Bü 180 Student avion d'entraînement
- Bücker Bü 181 Bestmann avion d'entraînement
- Bücker Bü 182 Kornett avion d'entraînement avancé
- Blohm & Voss Bv 136 (prototype) avion d'entraînement avancé
- Fieseler Fi 5 avion d'entraînement
- Focke-Wulf Fw 44 Stieglitz avion biplan d'entraînement
- Focke-Wulf Fw 56 Stösser avion d'entraînement avancé
- Focke-Wulf Fw 58 Weihe avion d'entraînement
- Gotha Go 145 avion biplan d'entraînement
- Gotha Go 149 avion d'entraînement avancé
- Heinkel He 63 (prototype) avion biplan d'entraînement
- Heinkel He 72 Kadett avion biplan d'entraînement
- Heinkel He 74 (prototype) avion biplan d'entraînement avancé
- Heinkel He 172 (prototype) avion biplan d'entraînement
- Henschel Hs 121 (prototype) avion d'entraînement avancé
- Henschel Hs 125 (prototype) avion d'entraînement avancé
- Klemm Kl 25 avion d'entraînement
- Klemm Kl 26 avion d'entraînement
- Klemm Kl 35 avion d'entraînement
- Klemm Kl 107 avion d'entraînement
- Messerschmitt Bf 108 Taifun avion d'entraînement
- Messerschmitt Me 163S avion d'entraînement
- Messerschmitt Me 208 (prototype) avion d'entraînement
- Siebel Si 202 Hummel avion d'entraînement

### Hélicoptères

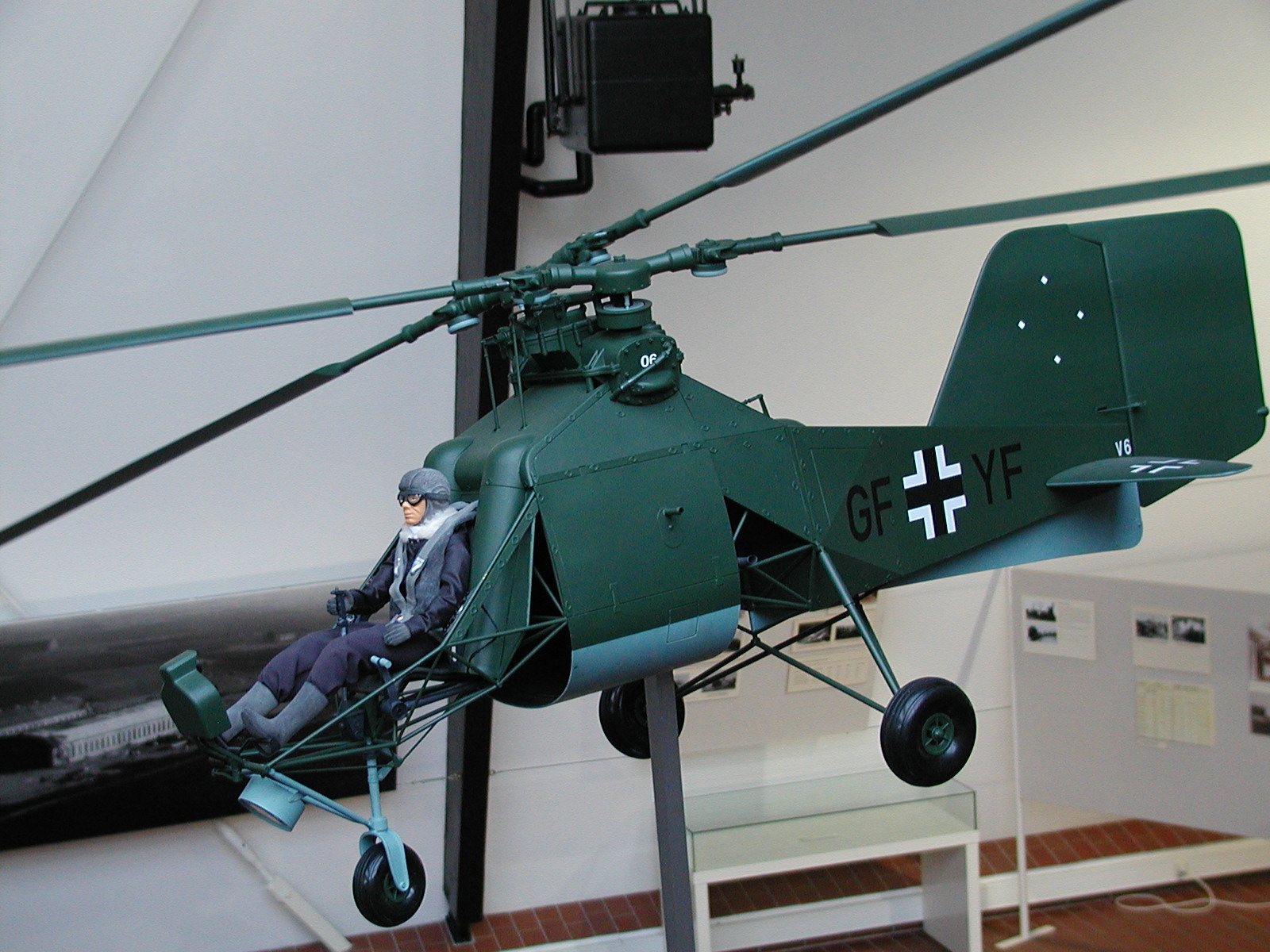
L'un des hélicoptères les plus perfectionnés de la guerre

- Flettner Fl 184 (prototype) hélicoptère de reconnaissance
- Flettner Fl 185 (prototype) hélicoptère de reconnaissance
- Flettner Fl 265 hélicoptère de reconnaissance
- Flettner Fl 282 Kolibri
- Flettner Fl 339 (de) (projet) hélicoptère de reconnaissance
- Focke-Achgelis Fa 61 (prototype)
- Focke-Achgelis Fa 223 Drache hélicoptère de transport
- Focke-Achgelis Fa 225 (prototype) hélicoptère de transport
- Focke-Achgelis Fa 266 Hornisse (prototype)
- Focke-Achgelis Fa 269 (prototype)
- Focke-Achgelis Fa 284 (en) (prototype)
- Focke-Achgelis Fa 330 Bachstelze hélicoptère de reconnaissance
- Focke-Achgelis Fa 336 (prototype) hélicoptère de reconnaissance
- Focke-Wulf Fw 186 (prototype) hélicoptère de reconnaissance
- Weserflug P. 1003/1 (prototype) avion à décollage vertical

### Armements air-sol et air-surface guidés

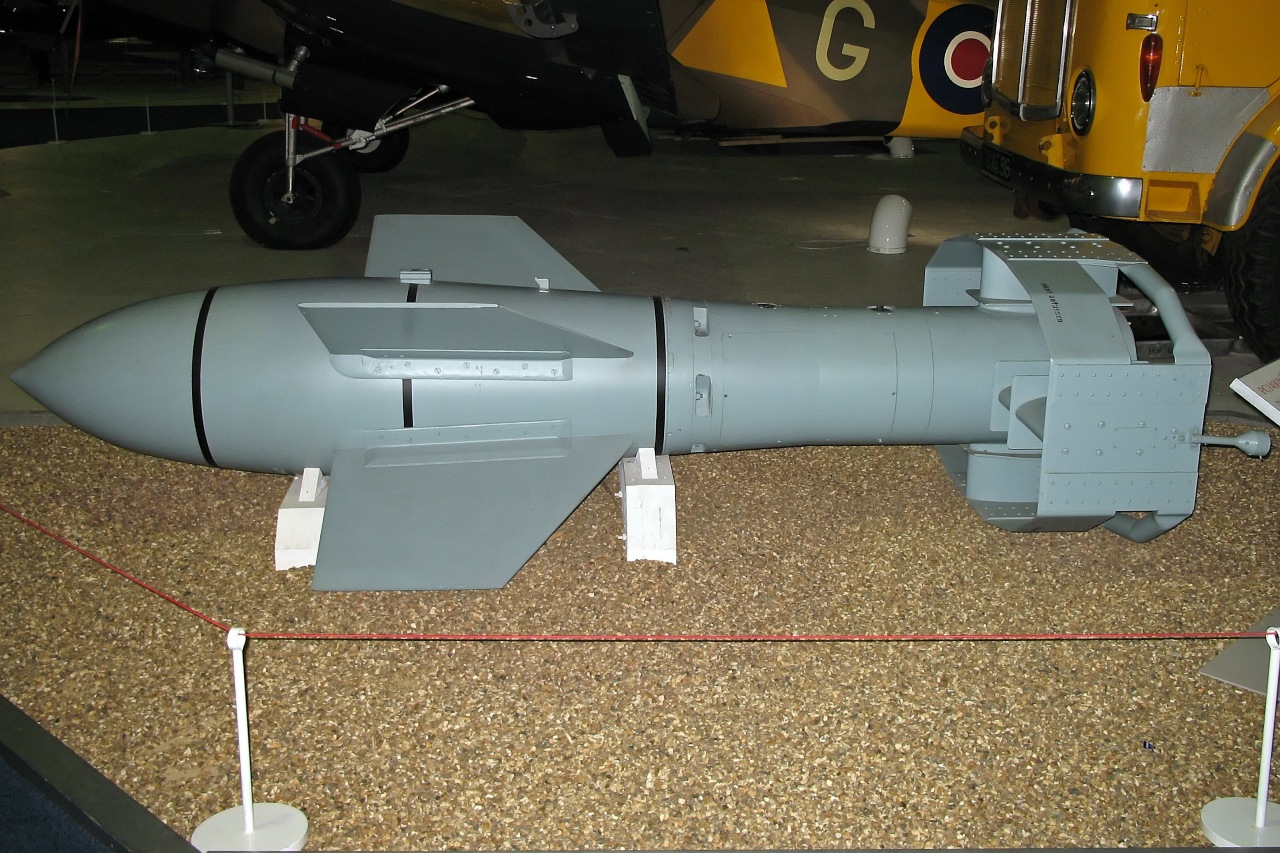
Vue de côté gauche de la bombe Fritz X

- Blohm & Voss Bv 143
- Blohm & Voss Bv 226 & 246 "Hagelkorn"
- Fx 1400 Fritz X
- Henschel Hs 117/297 Schmetterling
- Henschel Hs 130
- Henschel Hs 293 A à 296
- L-10 Friedensengel
- Ruhrstahl X-7

### Armements air-air guidés
- Henschel Hs 298
- Ruhrstahl X-4

## Avions américains - USAAF - USN - USMC

### Chasseursembarqués
- Brewster F2A Buffalo
- Grumman F4F Wildcat
- Vought F4U Corsair
- Vought XF5U Flying Flatjack (prototype)
- Grumman F6F Hellcat
- Ryan FR Fireball

### Avions de chasse
- Seversky P-35
- North American P-64
- Curtiss P-36 Hawk (ou H75)
- Lockheed P-38 Lightning
- Bell P-39 Airacobra
- Curtiss P-40 Warhawk
- Seversky XP-41 (prototype)
- Republic P-43 Lancer
- Republic P-44 Rocket
- Republic P-47 Thunderbolt
- North American P-51 Mustang
- Bell XP-52 (prototype)

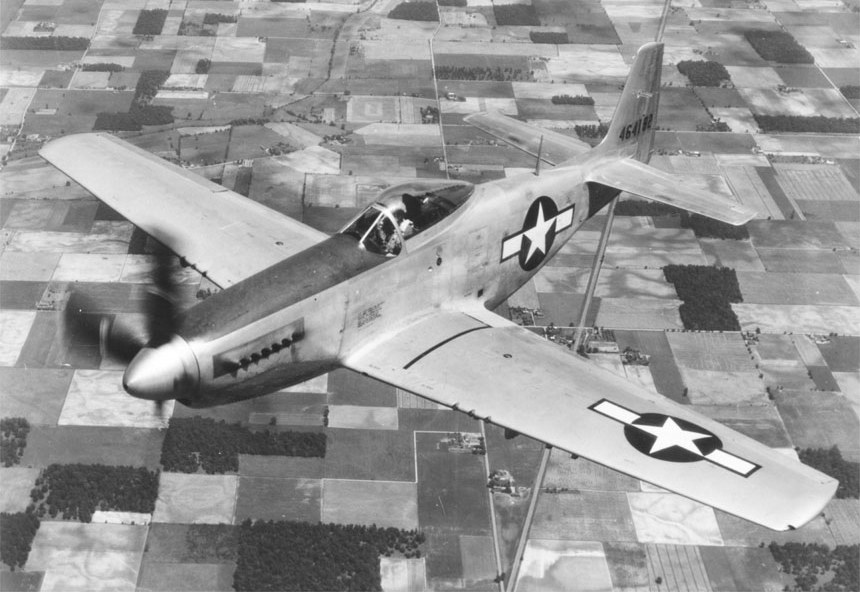
Le North American P-51 Mustang, l'un des avions les plus célèbres de la Seconde Guerre mondiale.

- Tucker XP-57 Peashooter (prototype)
- Bell P-59 Airacomet
- Northeop P-61 Black Widow
- Curtiss XP-62 (prototype)
- Bell P-63 Kingcobra

### Avions d'attaque au sol
- Northrop A-17 Nomad
- Curtiss A-18 Shrike
- Vultee A-19
- Douglas A-20 Havoc
- Stearman XA-21 (prototype)
- Martin A-22 Maryland
- Martin A-23 Baltimore
- Douglas A-24 Banshee
- Curtiss A-25 Shrike
- Douglas A-26 Invader
- North American A-27
- Lockheed A-28 Hudson
- Lockheed A-29 Hudson
- Martin A-30 Baltimore
- Vultee A-31 Vengeance
- Brewster A-32 Buccaneer
- North American A-36 Apache

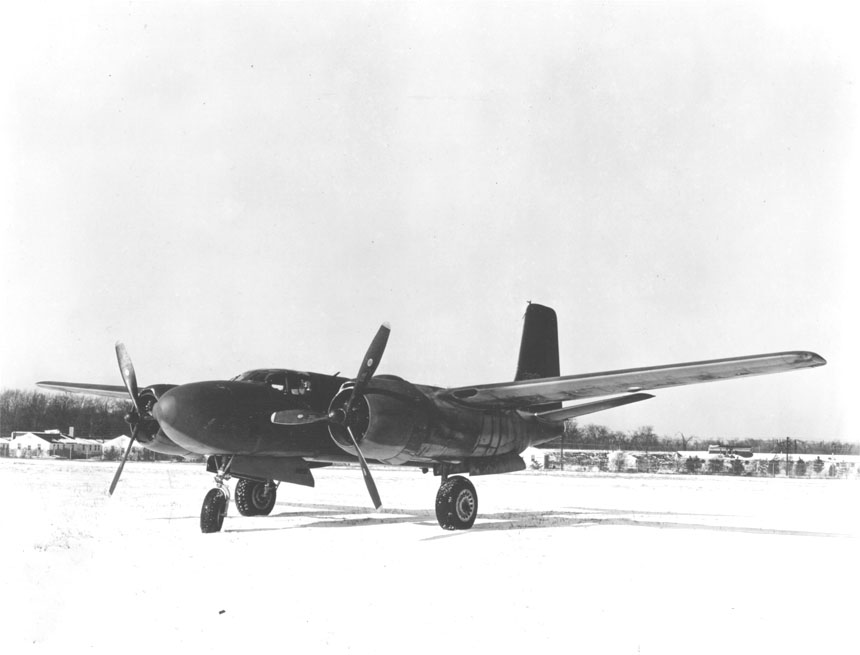
Le Douglas A-26 Invader était armé jusqu'à 12 mitrailleuses Browning M2 de 12.7 mm

- Beechcraft XA-38 Grizzly (prototype)

### Bombardiers
- Boeing B-17 Flying fortress
- Douglas B-18 Bolo
- Douglas XB-19 (prototype)
- Boeing Y1B-20 (prototype)
- North American XB-21 (prototype)
- Douglas XB-22 (projet)
- Douglas B-23 Dragon
- Consolidated B-24 Liberator
- North American B-25 Mitchell
- Martin B-26 Marauder
- Martin 167
- Boeing B-29 Superfortress

### Bombardiers-torpilleur
- Brewster SB2A Buccaneer
- Consolidated TBY Sea Wolf
- Curtiss SB2C Helldiver
- Douglas SBD Dauntless
- Douglas TBD Devastator
- Grumman TBF Avenger
- Naval Aircraft Factory SBN version sous licence du Brewster SBN

### Patrouilleurs d'attaque
- Consolidated PBY Catalina

### Avion de transport
- Beech C-45 Expediter
- Curtiss C-46 Commando
- Douglas C-47 Skytrain
- Douglas C-54 Skymaster
- Lockheed C-56 Lodestar
- Lockheed C-69 Constellation
- Spruce Goose (prototype)

### Avion de reconnaissance
- Consolidated PB4Y Privateer
- Lockheed A-28 Hudson
- Lockheed PV-1 Ventura
- Lockheed PV-2 Harpoon

### Hydravions
- Consolidated PBY Catalina
- Consolidated PB2Y Coronado
- Curtiss SC-1 Seahawk
- Curtiss SO3C-1 Seamew
- Grumman J2F-5 Duck
- Martin PBM-3 Mariner
- Vought OS2U Kingfisher

### Avions d'entraînement ou de liaison
- Aeronca L-3 Grasshopper
- Beech UC-43 Traveler
- Boeing-Stearman PT-17 Kaidet
- Cessna AT-17 Bobcat
- North American T-6 Texan
- Piper L-4 Grasshopper
- Stinson L-5 Sentinel
- Vultee BT-13 Valiant

### Planeurs
- Allied Aviation XLRA
- Waco CG-4 Hadrian
- Waco CG-13

## Avions australiens
- Commonwealth CA-3 Wirraway
- Commonwealth CA-4 Woomera
- Commonwealth CA-12 Boomerang

## Avions belges
- Renard R.31
- Renard R.36
- Renard R.38

## Avions britanniques -Royal Air Force (RAF)

### Chasseurs
- Gloster F.9/37 (prototype)
- Blackburn B.25 Roc
- Boulton Paul .82 Defiant
- Bristol 156 Beaufighter
- Fairey Firefly
- Fairey Fulmar
- Gloster Gladiator
- Gloster Meteor
- Hawker Hurricane
- Hawker Tempest
- Supermarine S. 300 à 348 Spitfire
- Westland Whirlwind

### Avions d'attaque au sol
- De Havilland DH.98 Mosquito
- Fairey Battle
- Hawker Typhoon
- Vickers 287 Wellesley

### Bombardiers
- Armstrong Whitworth A.W. 38 Whitley
- Avro Type 679 Manchester
- Avro Type 683 Lancaster
- Avro Type 694 Lincoln
- Boulton Paul P.75 Overstrand
- Bristol 142/149 Blenheim Mk.I
- Bristol 160 Blenheim Mk.IV
- Bristol 161/162 Beaumont
- Bristol Type 163 Buckingham (en)
- Douglas Boston
- De Havilland Mosquito Mk.IV
- Fairey Battle
- Fairey Swordfish
- Handley Page HP.52/53 Hampden/Hereford
- Handley Page HP.43/51/54 Harrow
- Handley Page HP.57/59 à 71 Halifax/Hamilton
- Short S.29 Stirling
- Vickers Wellington
- Vickers Warwick

### Planeurs
- Airspeed AS.51 Horsa
- General Aircraft GAL 48 Hotspur
- General Aircraft GAL 49 Hamilcar

### Avion de transport
- Armstrong Whitworth Albemarle
- Avro type 685 York
- Bristol Type 130 Bombay
- De Havilland DH.86 Express
- Douglas C-47 Dakota

### Avions torpilleurs
- Blackburn B.6 Shark
- Blackburn B.24 Skua
- Blackburn B.26 Botha
- Blackburn B.37 Firebrand
- Bristol 152 Beaufort
- Bristol 156 Beaufighter
- Bristol 164 Brigand
- Fairey Albacore (en)
- Fairey Barracuda
- Fairey Swordfish

### Hydravions
- Fairey Seafox
- Short S.25 Sunderland
- Saro London
- Supermarine Sea Otter
- Supermarine Walrus
- Supermarine Stranraer

### Avions de reconnaissance
- De Havilland DH.98 Mosquito

### Avions d'entraînement ou de liaison
- Airspeed As. 10 Oxford
- Avro Anson
- De Havilland DH.82 Tiger Moth
- De Havilland D.H.88 Dominie
- De Havilland D.H.89 Dragon Rapide
- Miles M.9 Master
- Miles M.25 Martinet
- Miles M.38 Messenger
- Percival Proctor
- Westland Lysander

## Avions bulgares
- DAR 3 Garvan
- DAR 8 Slavey
- DAR 9 Siniger
- DAR 10 Bekas
- KB-309 ''Papagal''
- KB-11 Fazan
- KB-11 A Fazan

## Avions canadiens - RCAF
- Canadian Car & Foundry FDB-1

### Avions d'entraînement ou de liaison
- Fleet Fort

## Avions finlandais - Suomen ilmavoimat
- Hover MF 11
- Myrsky I
- Myrsky II
- Pyry

## Avions français - Armée de l'air et Aéronautique navale
L'aviation française de 1939-1940 était constituée de façon hétéroclite, avec des avions modernes, comparables aux allemands (mais dans la plupart des cas, encore restés au stade de l'expérimentation ou sans réel intérêt militaire) et des avions dépassés, souvent dérivés de prototypes aux bonnes performances (avions de course, etc.) mais dont la version de série était tout autre avec l'armement.

### Chasseurs
- Arsenal VG 33 à 39
- Arsenal-Delanne C 10
- Blériot-SPAD S.510
- Bloch MB.150 à 157
- Bloch MB.700
- Bloch MB.800
- Caudron C.714/715 Cyclone
- Dewoitine D.501 à 510
- Dewoitine D.520 à 524
- Dewoitine D.550 à 554
- Hanriot NC-600
- Loire 46
- Morane-Saulnier MS.225

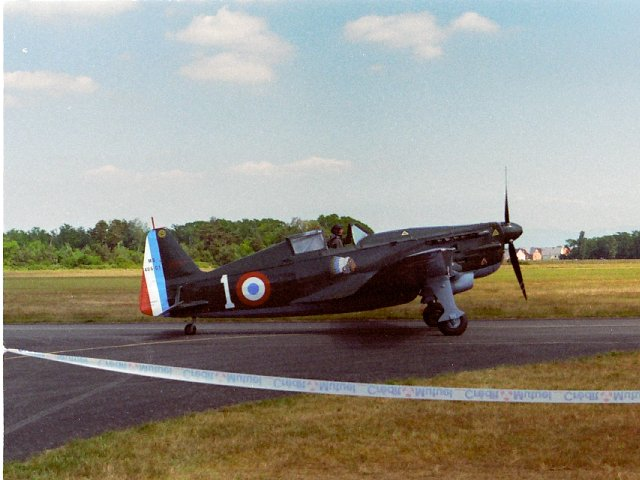
Morane-Saulnier MS 406

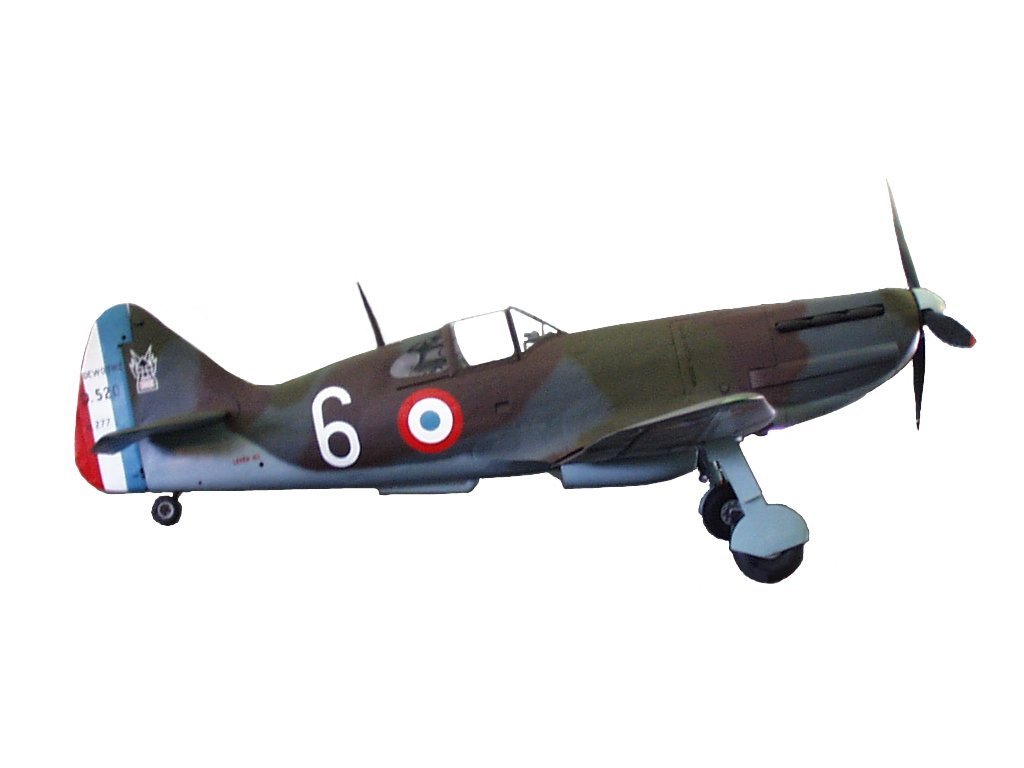
Dewoitine D.520

- Morane-Saulnier MS.405/406 Moraani
- Morane-Saulnier MS.410 (évolution du MS.406)
- Nieuport-Delage NiD.622
- Potez 630 à 637
- Lioré-et-Olivier/Sud-Ouest SO.200
- Koolhoven F.K.58

### Bombardiers
- Amiot 140 à 145
- Amiot 350 à 370
- Bloch MB.130
- Bloch MB.131
- Bloch MB.133
- Bloch MB.134
- Bloch MB.135
- Bloch MB.160/161
- Bloch MB.162
- Bloch MB.170 à MB.178
- Bloch MB.200 à 210 Verdun
- Breguet 19
- Farman F.220 à 223
- Latécoère Laté 29
- Latécoère Laté 298
- Levasseur P.L.14
- Levasseur P.L.15
- Lioré et Olivier LeO 206
- Lioré et Olivier LeO H-257
- Lioré-et-Olivier LeO 450 à 458
- Lioré-et-Olivier/Sud-Ouest SO.600
- Martin 167 (appareils américains achetés à environ 200 exemplaires en 1939, livrés et utilisés dans trois unités avant la capitulation)
- Potez 540

### Avions d'assaut
- Breguet Br.690 à 700
- Loire-Nieuport LN 401/410/411
- Potez 25

### Avions de reconnaissance
- ANF Les Mureaux 110 à 117
- Bloch MB.174
- Breguet Bre 27
- CAMS 55.10
- Dewoitine D.720
- Hanriot NC.530
- Lioré-et-Olivier LeO H-43
- Potez 25
- Potez 39
- Potez 637
- Potez 63.11

### Avions de transport
- Bloch MB.81
- Bloch MB.220
- Caudron C.630
- Potez 402
- Potez 65
- Potez 662
- SNCASE SE.200

### Avions d'entraînement ou de liaison
- Caudron C.272 Luciole
- Caudron C.400
- Caudron C.600 Aiglon
- Hanriot H.16
- Hanriot H.185
- Hanriot H.230 à 232
- Loire 501
- Maillet 201
- Morane-Saulnier MS.230
- Potez 33
- Potez 585

### Hydravions
- Breguet Bre 521
- CAMS 37
- CAMS 55.10
- Gourdou-Leseurre GL-810 HY
- Latécoère Laté 290 à 299
- Latécoère Laté 302
- Latécoère Laté 523
- Latécoère Laté 611
- Levasseur PL.14
- Levasseur PL.15
- Lioré et Olivier LeO H-43
- Loire 70
- Loire 130
- Loire 210
- Potez 452
- Potez-CAMS 141
- Lioré et Olivier LeO H-47
- Lioré-et-Olivier H-49/Sud-Est SE.200 Amphithitrite
- Potez-CAMS 161

## Avions italiens -Regia Aeronautica

### Avions de chasse

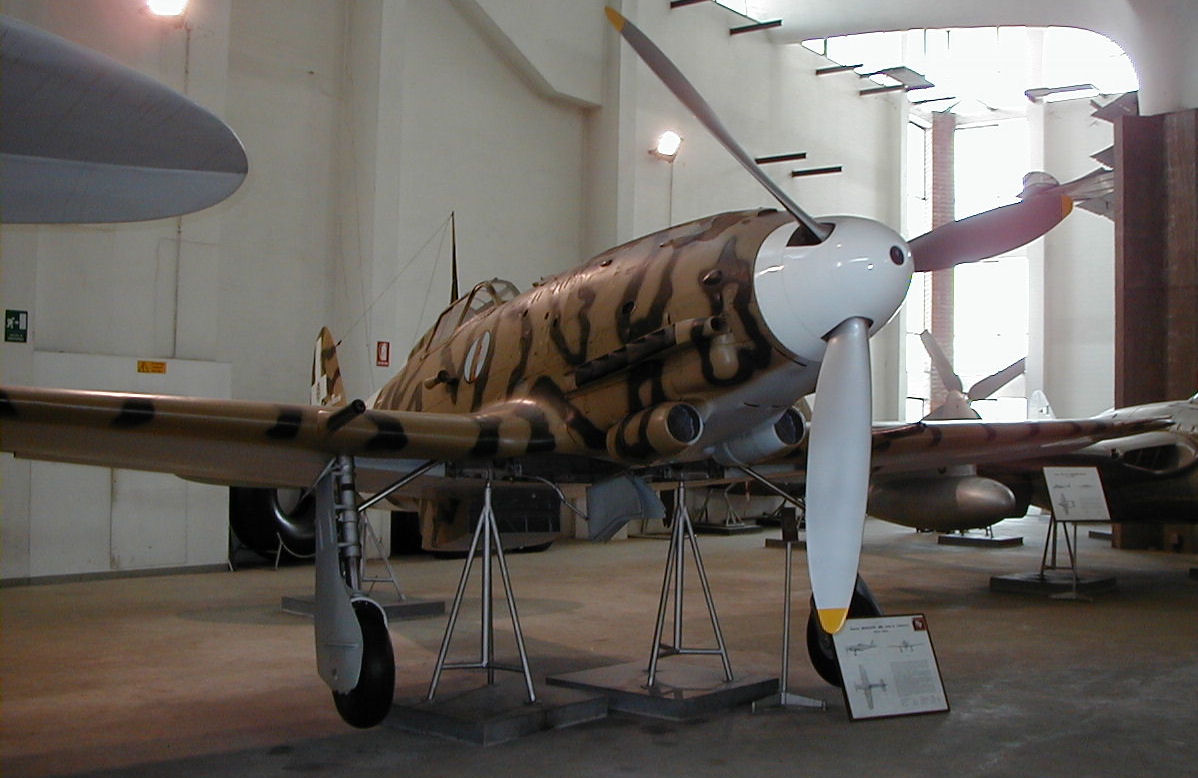
Macchi M.C.205 Veltro, avion italien équipé d'un moteur Daimler-Benz DB 605 A-1 / FIAT RA.1050 RC.58 "Tifone"

- Aeronautica Umbria T. 18M.M. 363 (prototype)
- Caproni Campini N-1 (prototype)
- Caproni Ca.163/164
- Caproni Ca.165
- Fiat CR.32
- Fiat CR.42 Falco
- Fiat G.50 Freccia (Flèche)
- Fiat G.51
- Fiat G.52
- Fiat G.55/56 Centauro (Centaure)
- Fiat G.57
- Macchi M.C.200/201 Saetta (Foudre)
- Macchi MC.202 Folgore
- Macchi M.C.203
- Macchi M.C.204
- Macchi M.C.205 Veltro (Lévrier)
- Reggiane Re.2000 Héja/Falco (Faucon)
- Reggiane Re.2001 Falco II/Ariete
- Reggiane Re.2002 Ariete
- Reggiane Re.2003
- Reggiane Re.2005 Sagittario (Sagittaire)
- SAI 107 (prototype)
- SAI 207
- SAI 403 Dardo
- IMAM Ro.48

### Avions d'attaque au sol
- Breda Ba.64/65 Nibbio
- Breda Ba.88 Lince (Lynx)
- Caproni Ca.307
- Fiat CANSA FC.20
- Savoia-Marchetti SM.85

### Bombardiers

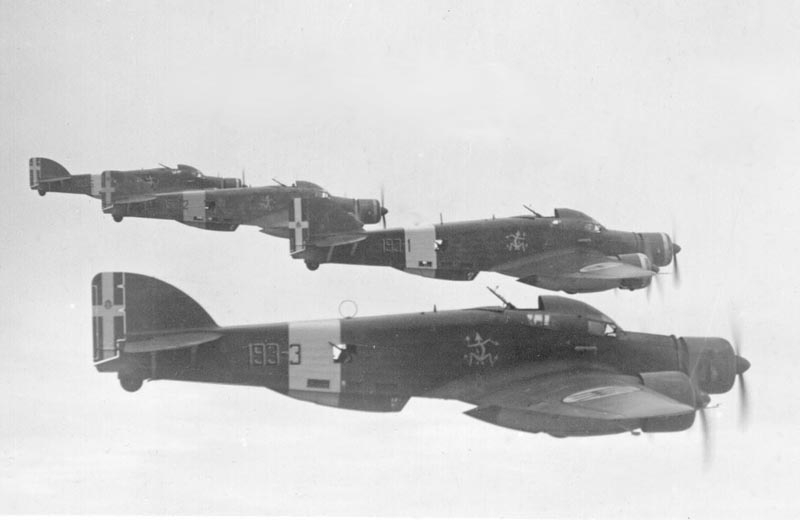
Le Savoia-Marchetti SM.79 fut le bombardier le plus important de l'aviation italienne, mais aussi l'un des plus vulnérables

- Cant Z.1007/1012/1015 Asso ou Alicione
- Cant Z.514/1018 Leone
- Caproni Ca.135
- Caproni Ca.204
- Caproni Ca.211
- Caproni Ca.225
- Fiat BR.20 Cicogna
- Piaggio P.108 Artigliere
- Reggiane Re.2005 Sagittario (Sagittaire)
- Savoia-Marchetti SM.79
- Savoia-Marchetti SM.81 Pipistrello (Chauve-Souris)
- Savoia-Marchetti SM.82/83 Canguro/Marsupiale (Kangourou/Marsupial)
- Savoia-Marchetti SM.84
- Savoia-Marchetti SM.85C
- Savoia-Marchetti SM.90

### Avions de reconnaissance
- Caproni Ca.308 à 316 Libeccio ou Ghibli
- IMAM Ro.37
- IMAM Ro.43/44
- Reggiane Re.2003

### Hydravion/ patrouille maritime
- CANT Z.501 Gabbiano
- Cant Z.506/509 Airone
- CANT Z.511 Idrogigante
- Fiat RS.14

### Avions d'entraînement
- Caproni Ca.161 (prototype)
- Fiat G.46
- Fiat G.59
- IMAM Ro.41
- Nardi FN.305
- Saiman 202
- SAI 7
- SAI 10 Grifone

### Avions de transport
- Caproni Ca.306 Borea
- Fiat G.12
- Savoia-Marchetti SM.75 ou 'SIAI Marchetti'
- Savoia-Marchetti SM.79 ou 'SIAI Marchetti' Sparviero/Spornieri (épervier)Le Bossu
- Savoia-Marchetti SM.95

## Avions hongrois
- Weiss Manfred WM. 9 à 16/21 Budapest/Solyom
- Weiss Manfred WM. 23 Ezustnyil
- Messerschmitt Bf 109 (german license, produced / purchased)
- He 111 (purchased / received)
- MÁVAG Héja (Italian license, Hungarian design)
- Bf 110 (purchased / received)

## Avions japonais - Armée impériale japonaise - Marine impériale japonaise

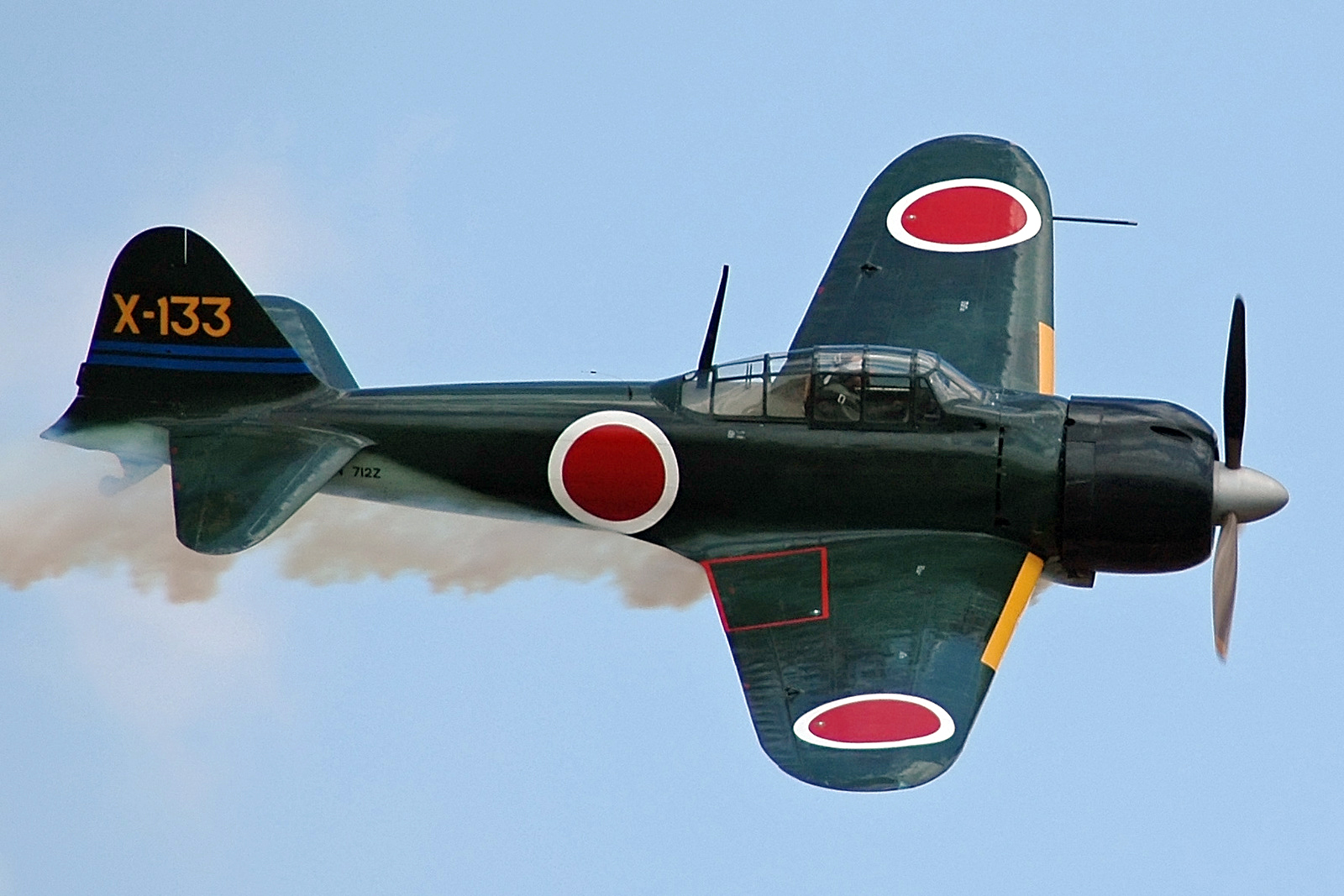
Le Zero (ici un A6M3 en vol), principal chasseur japonais auquel les aviateurs américains ont été confrontés.

Chaque avion possède souvent 2 noms : son surnom japonais et son surnom américain
Les Japonais surnommaient leurs avions selon le système suivant :
- chasseurs : phénomènes météos.
- chasseurs embarqués et hydravions de chasse : noms terminant en pu ou fu (vent).
- intercepteurs : noms terminant en den (éclair).
- chasseurs de nuit : noms terminant en ko (lumière).
- bombardiers - torpilleurs : noms de montagne.
- avions de reconnaissance : noms de nuages
- bombardiers : noms d'étoiles (sei) ou de constellations (za).
- patrouilleurs : noms de mers et d'océans.
- transporteurs : noms de cieux
- avions d'entraînement : noms d'arbres, de plantes et de fleurs.
- divers : noms de paysage.

De leur côté, les américains désignaient chaque modèle qu'ils rencontraient par un nom de code pour se retrouver dans les désignations japonaises :
- chasseurs : noms masculins
- bombardiers: noms féminins
- avions d'entraînement : noms d'arbres
- planeurs: noms d'oiseaux.

Au sein du Service aérien de la Marine impériale japonaise, les désignations comprenaient :
- une lettre indiquant le type de l'avion
- un chiffre indiquant le numéro d'ordre de l'avion dans ce type
- une lettre indiquant le fabricant
- un chiffre indiquant le numéro de version

Par exemple, le Nakajima E8N1 était un hydravion de reconnaissance (E), le 8e de l'aviation (8), construit par Nakajima (N), dans sa 1re version (1).
Ci-dessous la correspondance des lettres utilisées pour le type :
- A - chasseur embarqué
- B - bombardier - torpilleur embarqué
- C - avion de reconnaissance
- D - bombardier embarqué
- E - hydravion de reconnaissance (en général catapultés)
- F - hydravion d'observation
- G - bombardier - torpilleur
- H - hydravion lourd
- J - chasseur basé à terre
- K - avion d'entraînement
- L - transporteur
- M - hydravion spécial
- MX - avion « d'attaque spéciale » (attaques-suicides)
- N - hydravion de chasse

Ci-dessous la correspondance des lettres utilisées pour le fabricant :
- A - Aichi
- G - Hitachi
- H - Hiro
- He - Heinkel
- J - Nihon Kogata
- K - Kawanishi
- M - Mitsubishi
- N - Nakajima
- P - Nihon
- S - Sasebo
- Si - Showa
- W - Watanabe
- Y - Yokosuka
- Z - Mizuno

L'autre arme aérienne du Japon lors de la Seconde Guerre mondiale, le Service aérien de l'Armée impériale japonaise, avait lui aussi un système de désignation, le système Kitai, utilisant la désignation Ki-.
Certains appareils utilisés par la Marine impériale ont été utilisés aussi auparavant et/ou en parallèle par l'Armée impériale, les versions de la Marine étant alors soit des versions "navalisées" (pour embarquement sur porte-aéronef) d'appareils utilisés à la base au sol par l'Armée impériale, soit des appareils utilisés par la marine impériale, mais basés aussi au sol.
Un même avion peut alors avoir deux désignations, une lui venant de la Marine impériale, l'autre de l'Armée impériale (par exemple, le Mitsubishi Ki-57-II, ainsi nommé au sein de l'Armée impériale, qui devint le Mitsubishi L4M1 au sein de la Marine.
Certains autres, tels que l'A6M2-N, sont des versions dérivées d'avions embarqués de la Marine déjà existants (dans le cas de l'A6M2-N, il dérive de la série des A6M).

### Avions de reconnaissance
- Aichi E3A
- Aichi E8A
- Kyushu JQ1W Tokai
- Mitsubishi Ki-46 Dinah
- Nakajima C6N Saiun ou Myrt
- Nakajima J1N1-C Gekko

### Chasseurs
- Aichi S1A Denko
- Kawanishi N1K1 Kyofu
- Kawanishi N1K1-J Shiden (éclair violet) ou George
- Kawanishi N1K1-J Shiden-kai (éclair violet amélioré) ou George
- Kawasaki Ki-45 Toryu
- Kawasaki Ki-61 Hien (hirondelle) ou Tony (479)
- Kawasaki Ki-100 Go Shiki Sen
- Kawasaki Ki-102 Randy
- Kyushu J7W1 Shinden
- Mitsubishi A5M Claude
- Mitsubishi A6M Rei-sen et Zero-sen (Japon) ou Zeke et Zero (alliés)
- Mitsubishi A7M Repu
- Mitsubishi J2M Raiden ou Jack
- Mitsubishi J8M/Ki-200 Shusui
- Mitsubishi Ki-83
- Nakajima A6M2-N
- Nakajima J1N1 Gekko ou Irving
- Nakajima Ki-27 Nate
- Nakajima Ki-43 Hayabusa ou Oscar (faucon pèlerin)
- Nakajima Ki-44 Shoki ou Tojo (démon)
- Nakajima Ki-84 Hayate ou Franck

### Avion d'assaut
- Aichi D3A Val
- Mitsubishi Ki-51
- Tachikawa Ki-36
- Yokosuka MXY7 Ohka 11

### Bombardiers
- Aichi B5M Mabel

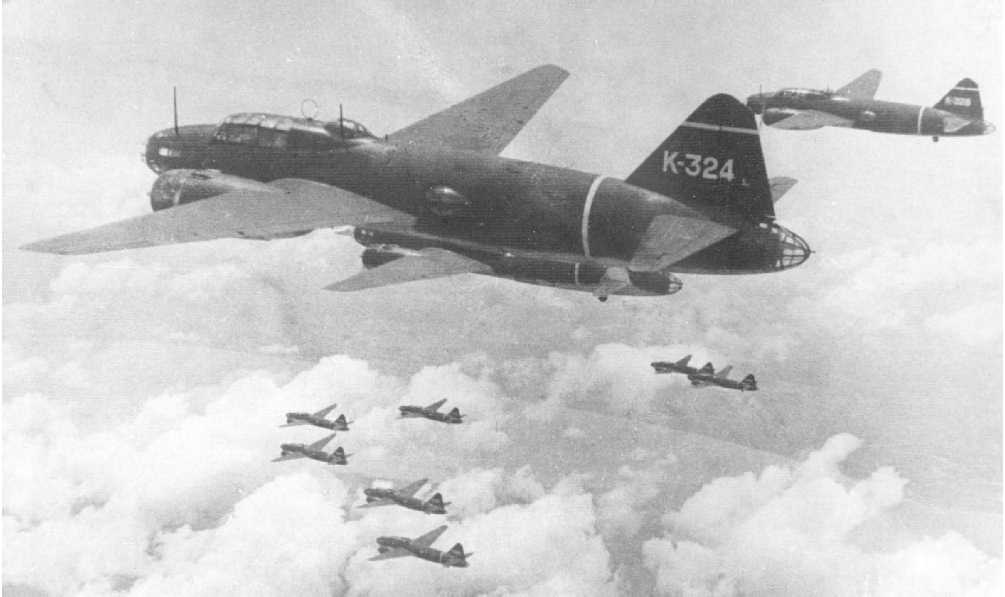
Formation de G4M

- Aichi B7A Ryusei (étoile filante) Grace
- Aichi D1A Suzie
- Aichi D3A
- Kawasaki Ki-32
- Kawasaki Ki-48
- Kawasaki P1Y Ginga/Kyokko Frances
- Kyushu Q1W Tokai Lorna/Lornce
- Mitsubishi G3M Nell
- Mitsubishi G4M Betty
- Mitsubishi Ki-15 Babs
- Mitsubishi Ki-20
- Mitsubishi Ki-21  Sally
- Mitsubishi Ki-67 Hiryu
- Nakajima B5N Kate
- Nakajima B6N Tenzan ou Jill
- Nakajima Kikka
- Nakajima G5N1 Shinzan ou Liz
- Nakajima G8N1 Renzan ou None
- Nakajima G10N Fugaku
- Nakajima Ki-49 Donryu ou Helen
- Nakajima Ki-115 Tsurugi
- Yokosuka B4Y Jean
- Yokosuka D4Y Suisei ou Judy (comète)
- Yokosuka P1Y Ginga ou Frances

### Avions de transport
- Kawasaki Ki-54
- Kawasaki Ki-56
- Mitsubishi Ki-57
- Showa L2D Tabby (Douglas DC-3)

### Hydravions
- Aichi E10A Hank
- Aichi E11A Kyujuhachi Yatei ou Laura
- Aichi E13A Jake/June
- Aichi E16A Zuiun ou Paul
- Aichi F1A1
- Aichi H9A
- Aichi M6A Seiran
- Kawanishi E2N Bob
- Kawanishi E4N
- Kawanishi E5N
- Kawanishi E6N
- Kawanishi E7K Alf
- Kawanishi E8K
- Kawanishi E11K
- Kawanishi E13K
- Kawanishi E15K Shiun ou Norm
- Kawanishi F1K1
- Kawanishi H3K Belle
- Kawanishi H6K Mavis/Tillie
- Kawanishi H8K Emily
- Kawanishi N1K1 Kyofu ou Rex
- Mitsubishi C5M2
- Mitsubishi F1M Pete
- Nakajima E4N
- Nakajima E8N
- Nakajima A6M2-N Rufe (Dérivé du A6M Zeke)
- Yokosuka E14Y chasseur torpilleur, reconnaissance

### Avions d'entraînement ou de liaison
- Kyushu K11W1 Shiragiku
- Mitsubishi K3M
- Yokosuka K5Y1

### Avions-suicides
- Fuji Hikoki/Daichi Kaigun Kokusho Yokusuka MXY-7 Maru Dai/Ohka (Fleur de cerisier)/JinraÏ"Baka/Viper"

## Avions lituaniens
- Antanas Gustaitis ANBO IV/41
- Antanas Gustaitis ANBO VIII

## Avions néerlandais - Koninklijke Luchtmacht
- Fokker C.X bombardier léger / reconnaissance
- Fokker D.XXI chasseur intercepteur
- Fokker D.XXIII (prototype) chasseur intercepteur
- Fokker G-1 Jachtkruiser chasseur
- Fokker T.V bombardier bimoteur
- Fokker T.VIII Bommenwerper hydravion bombardier Torpilleur
- Koolhoven F.K.58 chasseur

## Avions polonais - Siły Powietrzne Rzeczypospolitej Polskiej
- PZL P.7
- PZL P.11
- PZL P.23 Karas
- PZL P.24 Jedenastka/Kozub
- PZL P.37 Łoś
- PZL P.38 Wilk
- PZL P.46 Sum
- PZL P.48 Lampart
- PZL P.49 Mis
- PZL P.54 Rys
- PWS P. 16/26
- LWS 5/6

## Avions roumains - Forţele Aeriene Române
- I.A.R. 37 à 39/47
- I.A.R. 80/81 chasseur monoplan monoplace

## Avions soviétiques - Voïenno-vozdouchnye sily Rossiï

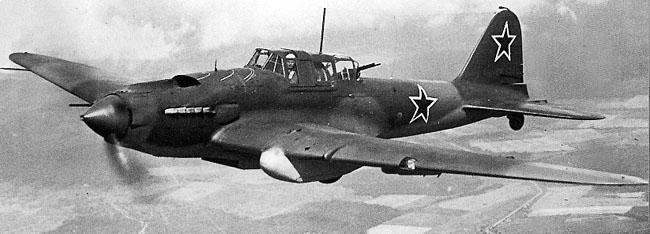
L'Il-2 Sturmovik était l'un des redoutables avions d'assaut russes

Jusqu'à la fin de 1940, le sigle de désignation des avions soviétiques correspond à sa fonction :
- ARK (russe : arkticheskii) : appareil utilisé pour la région arctique (aviation civile).
- BB (russe : blizhnyi bombardirovshchik) : bombardier à court rayon d'action.
- DB (russe : dal'nyi bombardirovshchi) : bombardier à long rayon d'action.
- SB (russe : skorostnoi bombardirovshchik) : bombardier rapide.
- TB (russe : tyazhelyi bombardirovshchik) : bombardier lourd.
- I (russe : istrebitel') : chasseur.
- KOR (russe : korabel'nyi) : avion embarqué.
- MBR (russe : morskoi blizhnyi razvedchik) : hydravion de reconnaissance à court rayon d'action.
- MDR (russe : morskoi dal'nyi razvedchi) : hydravion de reconnaissance à long rayon d'action.
- G (russe : gruzovoi) : transport.
- U (russe : uchebnyi) : avion école.

À partir de 1941, les sigles de fonction sont remplacés par ceux correspondant au nom du ou des concepteurs de l'avion :
- ANT ou Tu : A.N. Tupolev.
- Ar : A.A. Arkhangelski.
- Be : G.M. Beriev.
- Che : I.V. Chetverikov
- Il : S.V. Ilyushin.
- La : S.A. Lavochkin.
- LaGG : S.A. Lavochkin, Gorbunov et Gudkov.
- MiG : A.I. Mikoyan et M.I. Gurevich.
- Pe : V. Petlyakov.
- Po : N. Polikarpov.
- Su : P. Sukhoi.
- Yak : A.S. Yakovlev

### Avions de chasse
- Borokov-Vlorov I-207
- Lavotchkine
  - Lavotchkine La-5
  - Lavotchkine La-7
  - Lavotchkine-Gorbounov-Goudkov LaGG-1
  - Lavotchkine-Gorbounov-Goudkov LaGG-3
    - Lavotchkine LaGG-33
- Mikoyan-Gourevitch
  - Mikoyan-Gourevitch MiG-1
  - Mikoyan-Gourevitch MiG-3 (dérivé du MiG-1)
  - Mikoyan-Gourevitch MiG-5 (Mikoyan-Gourevitch DIS)
  - Mikoyan-Gourevitch MiG-7 (variante du MiG-3)
  - Mikoyan-Gourevitch MiG-9 (variante du MiG-3)
- Pashinin I-21
- Polikarpov
  - Polikarpov I-15 Tchaïka (Mouette)
  - Polikarpov I-16 Ishak Mosca
  - Polikarpov I-17
- Yakovlev
  - Yakovlev Yak-1
  - Yakovlev Yak-3
  - Yakovlev Yak-7
  - Yakovlev Yak-9
- Yatsenko I-28

### Avion d'assaut
- Iliouchine Il-2
- iliouchine Il-10

### Bombardiers
- Iliouchine Il-4
- Petliakov Pe-2
- Petliakov Pe-8
- Sukhoi Su-2
- Tupolev SB-2
- Tupolev TB-3
- Tupolev Tu-2
- Yakovlev Yak-2
- Yakovlev Yak-4
- Yermolaïev Yer-1/2

### Hydravions
- Beriev Be-4
- Beriev KOR-1
- Beriev MBR-2
- Tchetverikov ARK-3
- Tchetverikov MDR-6

### Avions d'entraînement ou de liaison
- Polikarpov Po-2

### Avions de transport
- Lissounov Li-2

### Planeurs
- Antonov A-7
- Gribovsky G-11

### Avions d'entraînement
- Yakovlev UT-1
- Yakovlev UT-2

## Avions suédois

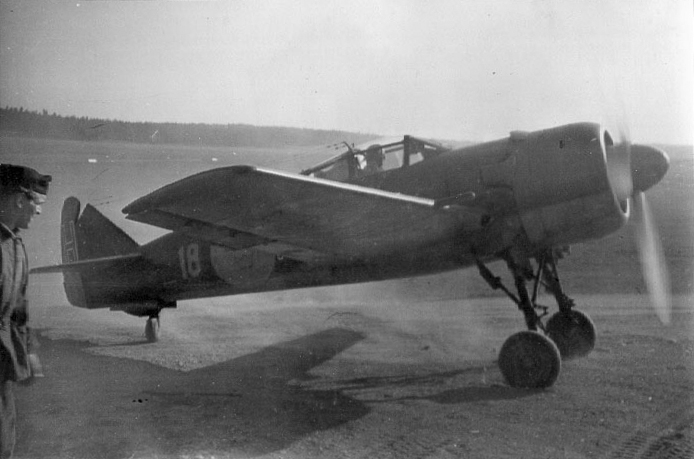
Un J 22 suédois en 1948

- FFVS J22
- Saab 17
- Saab 18
- Saab J-21

## Avions suisses
- EKW C-35
- EKW C-3602
- EKW C-3603
- Morane-Saulnier D-3801
- Messerscmitt BF109

## Avions tchécoslovaques
- Aero A.100
- Avia B.125 Lyastovica
- Avia B.534 Dogan
- Letov S.328

## Avions yougoslaves
- Rogozarski (Ikarus) IK-1/2/4
- Rogozarski (Ikarus) IK-3